# Maladera hongkongica
Maladera hongkongica är en skalbaggsart som beskrevs av Brenske 1898. Maladera hongkongica ingår i släktet Maladera och familjen Melolonthidae. Inga underarter finns listade i Catalogue of Life.